# Ørkenløber
Ørkenløber (Cursorius cursor) er en fugl, der ses som en tilfældig gæst i Danmark fra Nordafrika eller Mellemøsten.